# 呪いの黒十字
『呪いの黒十字』（のろいのくろじゅうじ）は、松本洋子による日本の漫画作品。
『なかよし』（講談社）にて1986年10月号から1987年8月号まで連載された。単行本は同社の講談社コミックスなかよしより全2巻。1999年には講談社漫画文庫より文庫版全1巻が刊行された。

## 書誌情報
- 松本洋子 『呪いの黒十字』 講談社〈講談社コミックスなかよし〉、全2巻
  1. 1987年8月5日第1刷発行、ISBN 4-06-178582-6
  2. 1987年9月5日第1刷発行、ISBN 4-06-178584-2
- 松本洋子 『呪いの黒十字』 講談社〈講談社漫画文庫〉、1999年1月12日第1刷発行、ISBN 4-06-260524-4
  - 「松本洋子ミステリー傑作選（5）」として刊行された。